# Ochla (województwo wielkopolskie)
Ochla – wieś w Polsce, położona w województwie wielkopolskim, w powiecie gostyńskim, w gminie Pogorzela.
| SIMC    | Nazwa            | Rodzaj    |
| ------- | ---------------- | --------- |
| 0374953 | Józefów Ochelski | część wsi |

W latach 1975–1998 miejscowość położona była w województwie leszczyńskim.

## Nazwa
Przez wieś płynie struga Ochla - jej nazwa oznacza spokojną, uległą czy cichą wodę (por. dawne chełstać, ochełstać - ujarzmić, ochelnica - narzędzie do międlenia lnu). Jako nazwa miejscowa oznaczała początkowo cześć pobliskiej wsi  Targoszyce.

## Historia
Pierwsza wzmianka o Ochli między Pogorzelą a Kobylinem dotyczyła osady, która była częścią Targoszyc, które  pod koniec XIV w. znajdowały się w posiadaniu rodu z Wielkiej Łąki (czyli Łęckich). Jeden z nich, Wawrzyniec Łęcki zw. Ochelskim herbu Wężyk w 1391 r. dochodził w Pyzdrach swoich praw do Ochli (jako części Targoszyc), spierając się z Piotrem z Zalesia koło Kobylina; który Ochlę trzymał w zastawie. W 1408 r. wzmiankowana była też Jafroszka wdowa po Wawrzyńcu Ochelskim. Ochla w dzisiejszej lokalizacji, odrębna wieś oddalona od  Targoszyc ok. 2 km na północny wschód, jest zapewne późniejsza. Jednak pod koniec  XVIII w. musiała być już znaczną osadą, skoro w okresie Wielkiego Księstwa Poznańskiego (1815-1848) należała do wsi większych w ówczesnym pruskim powiecie Krotoszyn w rejencji poznańskiej. Ochla należała do okręgu kobylińskiego tego powiatu i stanowiła odrębny majątek, którego właścicielem był wówczas Franciszek Ożegalski. Od 1887 r. należała do powiatu Koźmin. Według spisu urzędowego z 1837 roku wieś liczyła 185 mieszkańców, którzy zamieszkiwali 21 dymów (domostw). Na początku XX wieku liczba mieszkańców wynosiła niewiele więcej - w 1910 r. 191 osób.